# 메디컬 헤럴드
메디컬헤럴드는 건강, 의학을 주요 관점으로 한 대한민국의 의학 신문이다. 2008년 2월부터 글로벌 최신 의학 이슈를 한국판과 영문판을 배열 편집해서 발행한다. 의학 학술 학회, 제약 유통, 보건 의료 정책, 보건 행정법률, 약국 유통, 의료기기, 사이언스 뉴스 등을 수록하고 있다.